# 平ますみ
平 ますみ（たいら ますみ、1958年3月11日 - ）は、日本の俳優、声優。神奈川県出身。プロダクション・タンク所属。

## 来歴
東京女子大学卒業。明治座アートクリエイト、音声表現学苑を経て、プロダクション・タンク所属。

## 人物
劇団おはなし宅急便の代表も務める。
特技・資格は秋田弁、英語、フランス語、声楽、新内、神楽（浦安の舞・里神楽）、地歌舞（古澤流）、茶道、司会、中型自動車免許。
多数の作品で方言指導を手掛けている。

## 出演
太字はメインキャラクター。

### テレビアニメ
2014年
- 蟲師 続章（佐保の声）

2015年
- NARUTO -ナルト- 疾風伝（オビトの祖母、お婆ちゃん）

2016年
- 旅街レイトショー（桜田）
- 3月のライオン（花屋のおばさん）

2018年
- ゴールデンカムイ（賢吉の母）

2019年
- どろろ（尼僧）

2020年
- 恋する小惑星（遠藤高子）

2021年
- ゆるキャン△ SEASON2（なでしこの祖母）
- 名探偵コナン（2021年 - 2023年、下田〈妻〉、靖木の母）
- 宇宙なんちゃら こてつくん（クミコ）

2022年
- ニンジャラ（2022年 - 2025年、食堂のおばちゃん）
- 虫かぶり姫（クライス夫人）

2024年
- 戦国妖狐（老婆）

### 劇場アニメ
- GODZILLA 怪獣惑星（2017年、老人）
- サイダーのように言葉が湧き上がる（2021年）
- 岬のマヨイガ（2021年、村田さんの奥さん）
- ルックバック（2024年、おばあちゃん）

### Webアニメ
- 日本沈没2020（2020年、おばあさん）
- T・Pぼん（2024年、村人B）

### CD
- 慟哭（朗読）

### BLCD
- ご利用は計画的に（金蔵ますみ）

### 吹き替え

#### 映画
- RBG 最強の85才
- クルエラ[5]
- 6アンダーグラウンド
- ジュマンジ/ネクスト・レベル
- ダウト・ゲーム
- デスペラードス -崖っぷち女子旅-
- フェミニストからのメッセージ

#### ドラマ
- 運命の子供たち
- エレメンタリー ホームズ&ワトソン in NY
- 女刑事マーチェラ
- キリング・イヴ/Killing Eve
- グッド・ワイフ
- グレイズ・アナトミー 恋の解剖学
- グレイス&フランキー
- サブリナ: ダーク・アドベンチャー
- SCORPION/スコーピオン
- セルフメイドウーマン 〜マダム・C.J.ウォーカーの場合〜（トーマス夫人）
- 高い城の男
- 21サンダー（グレース）
- ニックのいたずら（プレスリー）
- パワーレンジャー・ミスティックフォース（白い裁判官）
- HAWAII FIVE-0
- 百年の花嫁
- 5ファースト・デート
- プライベート・プラクティス 迷えるオトナたち
- プリーチャー（ローチ夫人）
- ヘチ 王座への道
- ボードウォーク・エンパイア 欲望の街
- ホーンテッド: 衝撃の超常現象
- ミズ・マーベル
- 名探偵ポワロ「死との約束」
- Major Crimes 〜重大犯罪課
- ルナティックス 〜ぶっ飛んだ奴らの記録〜

#### テレビ番組
- ソーイング・ビー2（ジョイス）

#### アニメ
- ウィッシュ・ドラゴン
- ザ・シンプソンズ（モナ・シンプソン〈2代目〉）
- ミッキーマウスとロードレーサーズ（女王）
- ミッキーマウスのワンダフルワールド（老婆）
- ライオン・ガード（ヴァルガヴァルガ）

### ボイスオーバー
- ドキュランドへようこそ「執事が見たイギリス王室」
- BS世界のドキュメンタリー

### テレビドラマ
- 相棒13
- 釣りバカ日誌〜新入社員 浜崎伝助〜
- やすらぎの刻〜道

### テレビ番組
- 小田急CATV（リポーター）
- 鎌倉CATV（キャスター）
- 奇跡体験!アンビリバボー
- 先生だって人間なんだSP
- Dのゲキジョー 〜運命のジャッジ〜
- 東急CATV（リポーター）
- 駆け込みドクター!運命を変える健康診断
- ガッテン!
- 美の巨人たち

### ナレーション
- 聴く読書「すぐ死ぬんだから」

### ラジオCM
- 多摩川競艇

### 講演
- 語りにおける音楽と文学の出会い
- 朗読サロン-ことばのへや-（教室主宰）

### 舞台
- 朝食前
- 『おりん口伝』伝
- 渇き
- 北原白秋
- 魚服記
- 鯨油
- 蜘蛛の巣
- 化鳥
- 歳月
- 死者の書
- セロ弾きのゴーシュ-ひたむきさの中に輝くもの-
- てこな
- 無謀
- 炎える母
- 喪服の似合うエレクトラ
- 藪の中
- よだかの星
- レディ･マクベス-愛と幻想の物語-

他多数

## 方言指導
- FMシアター
- オーファン・ブラック 〜七つの遺伝子〜
- おかしな刑事
- 梅ちゃん先生
- 釣りバカ日誌〜新入社員 浜崎伝助〜
- 美女と男子
- ひよっこ
- 夢食堂の料理人〜1964東京オリンピック選手村物語〜

他